# 歌川安信
歌川 安信（うたがわ やすのぶ、生没年不詳）とは、江戸時代の浮世絵師。

## 来歴
歌川国安の門人。歌川の画姓を称し竹林斎、竹林亭と号す。作画期は文化から文政の頃にかけてで、作に肉筆美人画と文化13年（1816年）版行の団扇絵がある。

## 作品
- 「本を読む立美人」　紙本着色　※「竹林亭安信」の落款、文政頃